# Lycodon zoosvictoriae
Lycodon zoosvictoriae là một loài rắn khuyết. Loài này được phát hiện ở Campuchia năm 2014 trong dãy núi Cardamom chạy dọc miền nam Campuchia, kéo dài từ biên giới Thái Lan tới biên giới Việt Nam. Loài rắn này không có nọc độc. Chúng có những chiếc răng nanh sắc nhọn. Thức ăn của loài rắn sói này phần lớn là thằn lằn và ếch. Chúng sử dụng những chiếc răng nanh sắc nhọn để giết con mồi.
Rắn cái lớn hơn nhiều so với con đực, rắn cái thường đẻ trứng trước mùa mưa, mỗi lứa trung bình từ 4 đến 11 quả. Sau khoảng 3 tháng, trứng sẽ nở thành rắn con có chiều dài từ 14–19 cm. Con trưởng thành có thể đạt chiều dài đến 50 cm.